# Private Media Group
De Private Media Group is een producent van pornografische films en lectuur, gevestigd in Dublin. De onderneming bezit vier tijdschriften, vier betaaltelevisiekanalen, een productielijn van seksspeeltjes en kleding alsook diverse internetproducten.

## Geschiedenis
Private Media Group werd in 1965 in Stockholm opgericht door Berth Milton. Halverwege de jaren negentig droeg Milton het stokje over aan zijn zoon Berth Milton jr., die de onderneming verhuisde van Zweden naar Spanje. Eind jaren negentig bracht Berth Milton jr. het bedrijf naar de Amerikaanse effectenbeurs NASDAQ, waar het bedrijf tot nu toe het enige pornobedrijf is dat aan de beurs is genoteerd.

## Stijlen
De films worden gedraaid op verschillende locaties in de hele wereld. Zo zijn de Private pornofilms Avalanche I en II opgenomen in de Franse Alpen bij Chamonix-Mont-Blanc.
Ook is Private producent van pornofilms in verschillende stijlen met uitzondering van seks met dieren. Bekende stijlen zijn: fetisj, anaal en pornografische speelfilms (pornofilms met een echte verhaallijn erin).

## Televisie
Naast gedrukte media en films op VHS en dvd exploiteerde de onderneming ook nog een tweetal televisiekanalen, te weten Private Blue en Private Gold. Op het eerste kanaal waren een aantal uren per dag films van de onderneming te zien en op het laatste kanaal zelfs 24 uur per dag. Sinds 21 november 2005 bestaan Private Gold en Private Blue niet meer. Van 2006 tot juni 2014 werkte Private Media Group samen met Playboy TV (later ManWin) via Private Spice (omgedoopt tot Brazzers TV). In oktober 2013 startte Private Media Group opnieuw met een eigen televisiezender in Europa onder de naam Private TV, waarmee de merknaam blijft voortbestaan in het erotische televisielandschap.